# Li Qing
Li Qing (kinesiska: 李青; pinyin: Lǐ Qīng), född den 1 december 1972 i Hubei, är en kinesisk simhoppare.
Hon tog OS-silver i svikthopp i samband med de olympiska simhoppstävlingarna 1988 i Seoul.